# Erik VI de Dinamarca

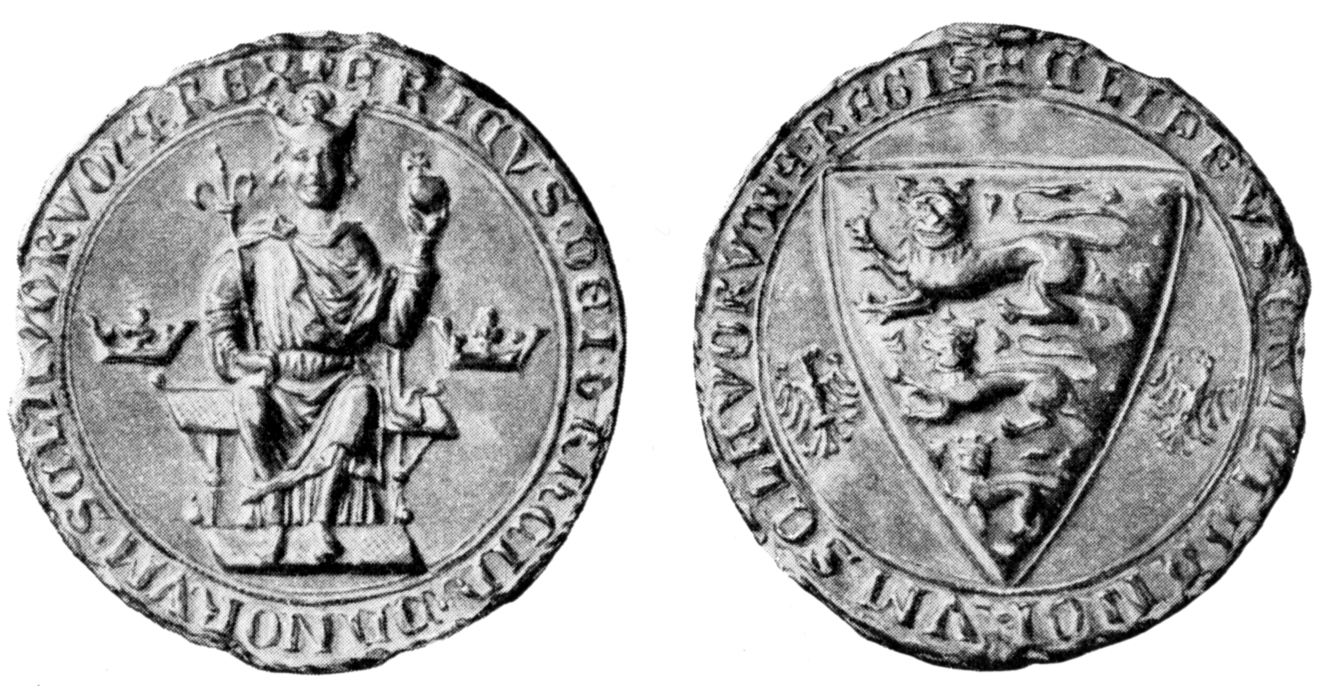
Erik VI de Dinamarca

Erik VI Menved dit Menved (mal home) (Copenhaguen, 1274 - Roskilde, 1320). Rei de Dinamarca (1286 - 1320). Fill d'Erik V i Agnès de Brandenburg.
Va succeir al seu pare. Va mantenir guerres que van arruïnar el seu regne contra l'Església, Noruega, Suècia i la ciutat hanseàtica de Lübeck. Fou deposat pel seu germà Cristòfor II.

## Biografia
Fou proclamat príncep hereu el 1276 i a la mort del seu pare el 1286 pujà al tron sota la regència de la seva mare, la qual guanyà l'aliança del cosí del rei Valdemar, duc de Sud-Jutlàndia, cedint-li el feu de les illes d'Als, Aerve i ferment. El 1287 fou coronat a Lund i al cap de poc temps hagué de lluitar amb el rei de Noruega, el qual instigat pels assassins d'Eric V, els quals s'havien refugiat en els seus Estats, amb el pretext de reclamar el dot de la seva mare Ingeborg, filla d'Eric IV desembarcà tropes en el Kattegat que ocuparen les fortaleses de la costa, des d'on hostilitzaven les illes veïnes i les poblacions del continent properes al mar. Després de vint anys acabà aquesta guerra, cedint en feu hereditari al rei de Noruega el Halland septentrional.
També va tenir diferències amb l'Església, a causa d'oposar-se el monarca al nomenament de Johan Grand com a arquebisbe de Lund (1289). L'arquebisbe fou empresonat per reial ordre en la fortalesa de Loeborg (1294), de la que aconseguí escapolir-se el 1295, refugiant-se en els Estats del papa Bonifaci VIII, el qual condemnà al rei de Dinamarca a una munta de 49.000 marcs (1297), que després reduí a 10.000, sotmetent-se Eric a la decisió del pontífex i aquests substituí al bisbe Grand pel legat Isarnus en la metropolitana de Lund (1303).
Va intervenir en els esdeveniments de Suècia, socorrent al seu cunyat el rei Birger I (1306-10) i assolí que nou prínceps reconegueren la seva sobirania i que el seu cunyat Nicolàs de Werle li cedís el territori de Rostock (1300) i l'emperador Albert I els països situats al nord del Elba i del Elda. No obstant aquests triomfs, per a subvenir les despeses ocasionades per les seves expedicions tingué d'hipotecar per tres anys l'Escània, la Fiònia i la Lolland.
El seu germà Cristòfor, al qual Eric havia concedit el ducat Ertonia, ambicionava la corona i no reparà en col·ligar-se amb els assassins del seu pare per a usurpar el tron que legítimament ocupava Eric. Desembarcà a Dinamarca, feu proselitisme i a la mort del monarca fou proclamat rei de Dinamarca. Erico s'havia casat amb Ingiburga, filla del rei Magnus III de Suècia, matrimoni del qual van néixer 14 fills, tots moriren abans que el seu pare.